# Nemoptera alba
Nemoptera alba är en insektsart som beskrevs av Olivier 1811. Nemoptera alba ingår i släktet Nemoptera och familjen Nemopteridae. Inga underarter finns listade i Catalogue of Life.